# 李润杰
李润杰（1917年—1990年），原名李玉魁，男，直隶武清人，中国快板书表演艺术家，曾任中国曲艺家协会理事，第三、四、五届全国人大代表。